# Iván Arana
Luis Iván Arana Zúñiga (n. Guadalajara, Jalisco, México 21 de junio de 1987) es un actor mexicano de cine y televisión, reconocido por figurar en telenovelas y series de televisión como El Mariachi, El Chivo, El señor de los cielos, La Bandida e Imperio de mentiras.

## Filmografía

### Cine
| Año  | Título                    | Papel            | Notas        |
| ---- | ------------------------- | ---------------- | ------------ |
| 2009 | Oveja negra               | Jerónimo         |              |
| 2009 | Bajo tierra               | Nico             | Cortometraje |
| 2011 | Ladies Mafia              | Vampi            |              |
| 2013 | Tlatelolco, verano del 68 |                  |              |
| 2013 | Polos                     | Leonardo         |              |
| 2014 | Dame tus ojos             | Pedro            |              |
| 2014 | Cantinflas                | Pedro Armendáriz |              |
| 2014 | Happy Times               | Rigo             |              |
| 2014 | Me quedo contigo          | El Vaquero       |              |
| 2014 | Tekuani, the Guardian     | Adolfo           |              |
| 2014 | Princesas de cartón       | Paco             |              |
| 2020 | Cuidado con lo que deseas | Esteban          |              |

### Televisión
| Año       | Título                              | Papel                   | Notas          |
| --------- | ----------------------------------- | ----------------------- | -------------- |
| 2010–2012 | Soy tu fan                          | Emilio Cruz             | 20 episodios   |
| 2011      | Bienvenida realidad                 | Eugenio                 | 60 episodios   |
| 2014      | El Mariachi                         | Martín Aguirre          | 70 episodios   |
| 2014      | El Chivo                            | Lázaro Conde            | 70 episodios   |
| 2016      | La querida del Centauro             | Sergio Gómez "El Perro" | 3 episodios    |
| 2016–2024 | El Señor de los Cielos              | Ismael Casillas Guerra  | Rol principal  |
| 2020      | La Bandida                          | Pedro Núñez             | Rol principal  |
| 2020–2021 | Imperio de mentiras                 | Darío Ramírez           | Rol principal  |
| 2022      | El último rey                       | Vicente Fernández Jr.   | Rol principal  |
| 2022      | Armas de mujer                      | Miguel Hernández        | 8 episodios    |
| 2023      | Pancho Villa: El Centauro del Norte | Álvaro Obregón          | 10 episodios   |
| 2023      | Nadie como tú                       | Jonás Madrigal Arreola  |                |
| 2025      | La jefa                             | Eduardo Torres          | Rol principal  |
| 2025      | Rosario Tijeras                     | Gael                    | Rol principal  |
| 2025      | Amanecer                            | Aldo Bocanegra          | Rol recurrente |